# 安徽师范大学附属中学
31°20′35.0″N 118°21′50.4″E / 31.343056°N 118.364000°E
安徽师范大学附属中学（简称安师大附中，芜湖地区亦简称为“师大附中”或“附中”）位于安徽省芜湖市,始建于1903年，为安徽省示范高中，安徽省教育厅直属的唯一一所高级中学，国家级“宏志班”承办学校，安徽省唯一一所中国科协青少年科技创新项目实验学校，原省重点中学，原省理科实验班承办学校。历经育英学堂、萃文书院、萃文中学、芜湖第四中学、安徽师院附中、皖南大学附中、安徽师大附中等办学时期。现校址在芜湖市凤凰山下，占地面积6.34公顷，建筑面积5万多平方米，校园横跨芜湖市主干道之一银湖路两侧，是安徽省最知名的中学之一。

## 历史

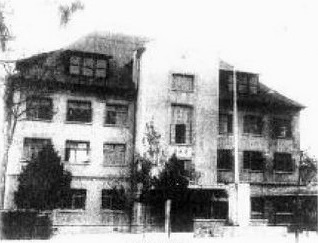
以毕竟成之中文名命名的竟成楼 (Note: 竟成楼在凤凰山上，建于清宣统二年（1910年），至1960年作为主教学楼使用，校址迁至小官山后改作安徽师范大学教师公寓，2005年被列为芜湖市重点文物保护单位。)

清光绪二十九年（西元1903年），来复会美国传教士毕竟成、翟士发于芜湖县冰冻街（今芜湖市镜湖区冰冻街）创办私立育英学堂，校址旋即迁至凤凰山，并于光绪三十二年（1906年）年易名私立萃文书院，由来复会和基督会合办。中华民国14年（1925年），芜湖教会学校掀起“反奴化教育、收回教育主权”的风潮，私立萃文书院遂更名私立萃文中学，并成立校董会，聘请袁伯樵任校长，向中华民国安徽省教育厅立案。民国23年（1934年），万树庸接任萃文中学校长。

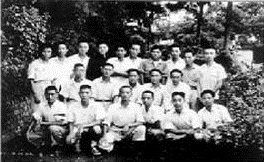
民国37年的左翼团体 (Note: 新青年励进社)

中华民国26年（1937年），第二次中日战争爆发。次年芜湖沦陷，萃文中学迁往重庆磁器口对岸石子山继续办学，一度聘任梁漱溟为校董。民国35年（1946年）芜湖光复后萃文中学迁回凤凰山原校址，同年第二次国共内战爆发，萃文中学成立数个左翼学生组织声援共产革命。1949年，中国人民解放军渡过长江击溃中华民国国军接管芜湖。内战长江流域战事基本结束，中华人民共和国成立；同年，民国政府迁台。1952年，新政府接管萃文中学，改称芜湖第四中学。与此同时，改革教学内容与管理机构，兴建校舍，购置设备，扩大招生，在校教、学员总数超过1000人。
1949~1954年通过对国立安徽大学、安徽学院和安徽师专的整合与拆分，先后成立了安徽农学院、安徽大学、安徽师范学院。1958年芜湖第四中学改为安徽师范学院附属中学，次年迁至凤凰山下现小官山校址，并随安徽师范学院一同更名，为皖南大学附属中学。

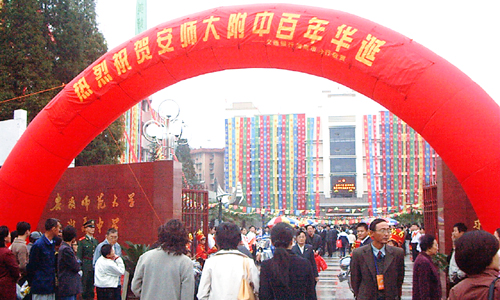
安师大附中百年校庆 (Note: 参见：安师大附中办学百年誉满江淮(图))

1966年文化大革命开始，芜湖局势动荡。1968年9月，复改为芜湖市四中，1969年在极左派强制下迁往宣城市广德县，图书、设备及档案等损毁、丢失严重，
教师亦遭遣散。1971年重新组建新芜湖第四中学，次年安徽师范学院更名安徽师范大学，新四中亦最终恢复为安徽师范大学附属中学，原教师陆续调回。
1976年文化大革命结束，1978年中华人民共和国安徽省教育厅正式确定安徽师范大学附属中学为安徽省重点中学。1979~1985年，在校学生参加各学科竞赛，获得全国比赛奖的35人次，获省比赛奖的127人次。1996年完全中学安师大附中改为高级中学，原初中部成立初级中学萃文中学，与安师大附中合校办学。2006年秋季学期萃文中学停止招生。2010年恢复为初级中学安徽师范大学附属萃文中学，兴建校址于芜湖市弋江区大工山路。

## 现状

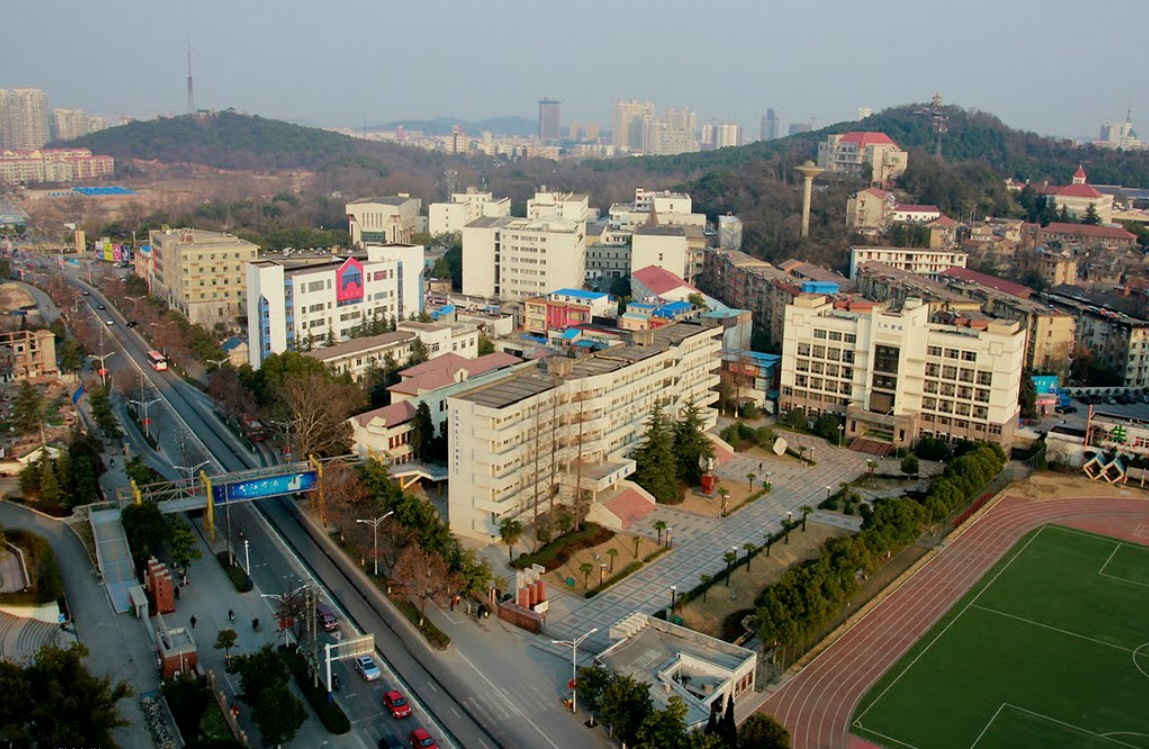
东校区全景 (Note: 图中城市公共道路为银湖南路)

学校位于芜湖市镜湖区银湖南路与中山北路之交汇处，西望长江、青弋江，东倚赭山、凤凰山，交通便捷，环境幽雅。校区为银湖南路分为西、东两部分，以学校私有人行天桥状元桥连接。东校区在凤凰山西麓，建有一亚洲田径联合会认证300m跑道标准操场（主操场）及多种运动设施，另建有高一年级及原初中部/萃文中学教学楼凤凰楼和行政楼竟成新楼，施工中之图书综合楼、实验楼逸夫楼、附中食堂、新宿舍楼、已拆除之科艺楼、旧图书馆和学生会皆位于此处。西校区依大小官山山势而建，有高二年级/高三年级综合教学楼萃文楼、旧宿舍楼、篮球场（副操场）和附中印刷厂。
截至2010年2月，学校有正式教职工196人，其中专任教师168人，具有本科学历的教师占专任教师总数的98%。高级教师79人，特级教师7人，参加国家级培训的骨干教师3人，省“教坛新星”6人，教师中已毕业或在读的研究生50余人。2013年秋季开学有高一至高三三个年级共43个班，其中每个年级有一个国际班和两个科技特长班，一个文科实验班。2012级有文科班三个，理科班十一个，每班50人左右。

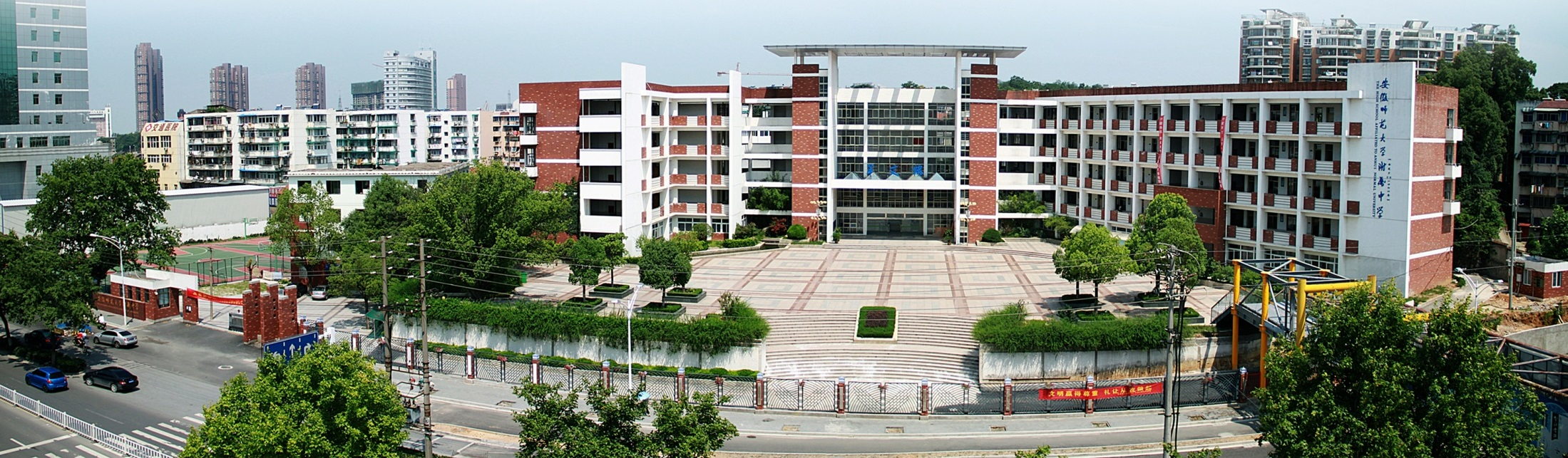
西校区全景/萃文楼

2010年以来安师大附中与芜湖市第一中学参加中招联合招生，通过统一划定中招分数线和电脑派位进行录取。除此之外，安师大附中还通过自主招生等方式招收信息特长生、科技特长生和体育特长生等。
2002年，安徽省高考文理科状元极为罕见地同时出自安师大附中。近几年，安师大附中学生亦积极参加各大国内高校自主招生；部分学生被国（境）外知名高校录取。

## 校园文化

### 对外交流
安师大附中拥有若干国际文化交流项目，少数优秀学生在校期间有机会出国参加时间不等的交换生项目。自2005年起开始与新加坡南洋理工大学和新加坡国立大学开展留学预科合作项目，现已成为该校学生进入国际一流大学学习的重要跳板。

### 学生会
中国共产主义青年团安徽师范大学附属中学委员会下属的学生会曾采用全校学生民主投票的方式产生成员名单，并曾于选举前在校园内进行候选人竞选演讲的电视直播。如今学生会实行内部选举，但学校的中国共产主义青年团委员会被质疑干涉学生会部分职位的选举与任命。学生会负责组织一系列校园活动，如每年一度的秋季运动会、学生辩论赛、校园书市以及书画比赛等。

### 学生社团
【语言学社】
安师大附中语言学社成立于2013年，在成立之初就荣获芜湖市优秀社团称号。
社团由四个部门组成：学习部，竞赛部，后勤部，外宣部
学习部：由想学习各种语言的同学们组成。因为社团的前辈们也只是普通高中生，不是精通几十国语言的小天才，所以活动形式以讲座和学习小组为主，而不能为每位社员都提供专门语言的课程。
竞赛部：风靡全国的五大联赛，数学物理化学生物计算机（排名不分先后），属于奥林匹克竞赛。语言学，也有其奥林匹克，在国际上的认同度与这五大竞赛没有区别，只是在国内还缺乏认同度。语言学竞赛也是一项充满趣味，而且零门槛的竞赛，只要你有一颗爱推理爱探索的心，就可以参加。竞赛部的活动以专题讲座，课后巩固，课堂反馈的形式进行。
后勤部：该部门由真的愿意为集体默默付出的同学组成，负责布置和清扫活动场地，打印搬运学习资料等，同时也是管理社团财政的部门。
外宣部：主要负责和各组织、个人联系，也负责每一年的招新工作。因为安徽省语言学社团只在本校和兄弟学校芜湖一中存在，所以与兄弟学校社团的频繁联系是必不可少的。除此之外，因为安徽省还没有设立语言学竞赛相关负责组织，所以每年竞赛的相关事宜需直接与语言学竞赛中国组委会联系。

### 体育活动
学校各年级内常年举行排球、足球（已停办）、篮球等联赛。

### 建筑

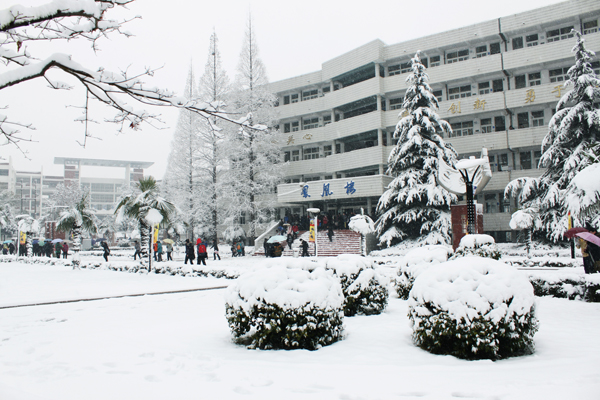
凤凰楼
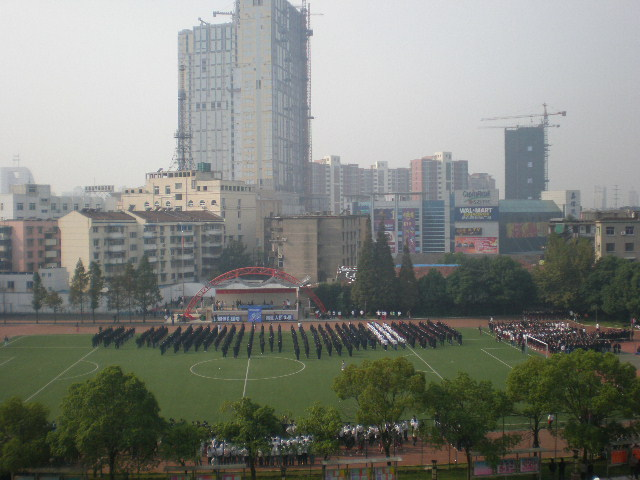
东操场
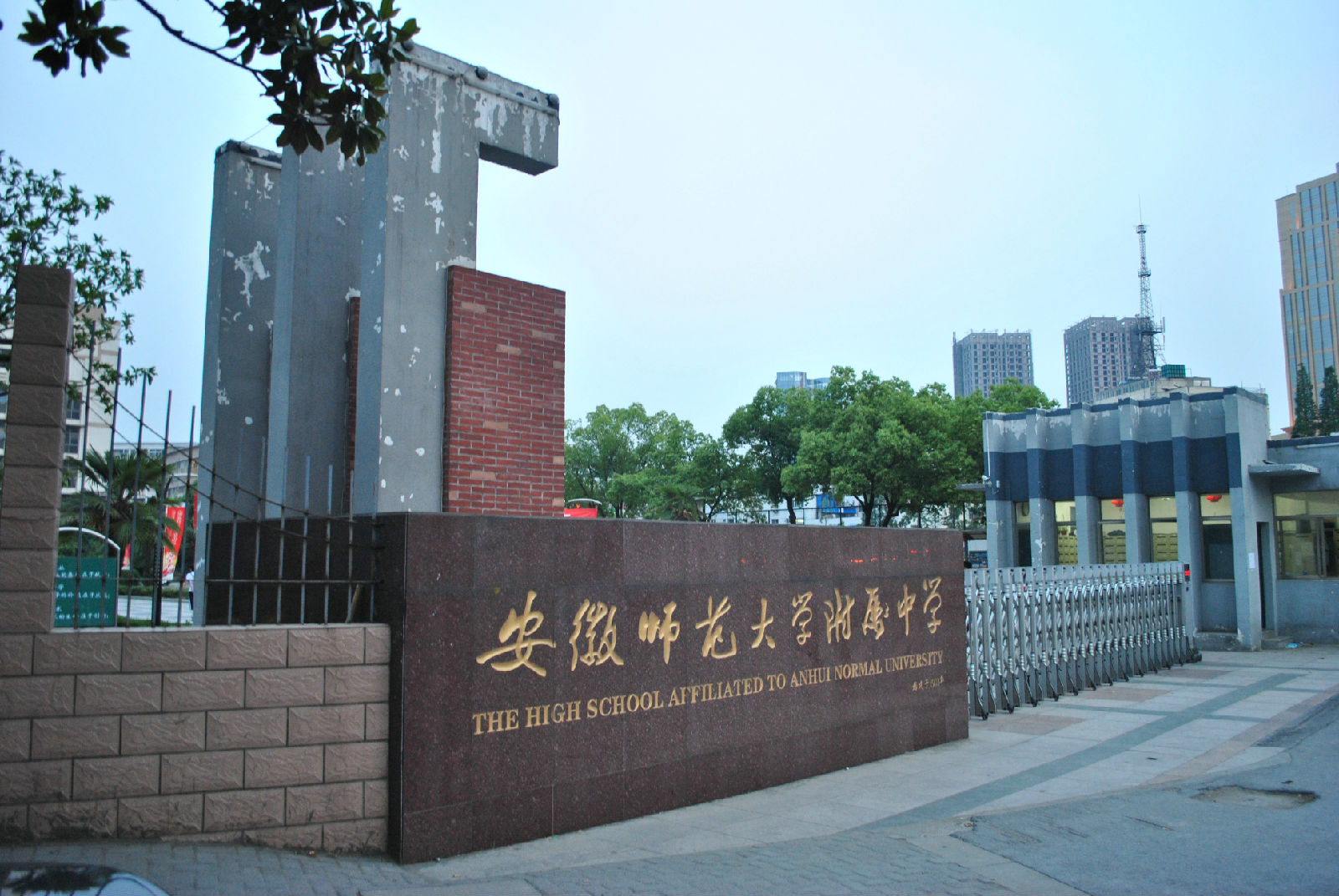
东校门
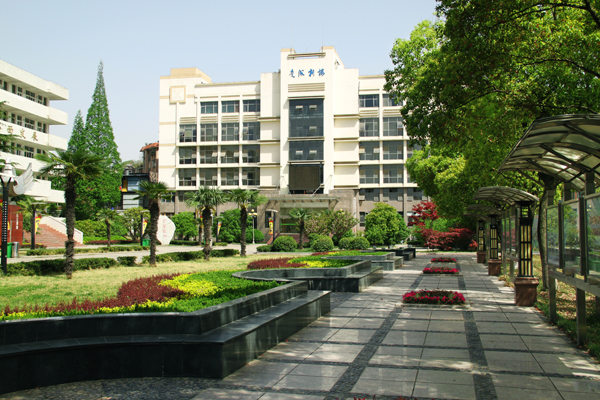
竟成新楼
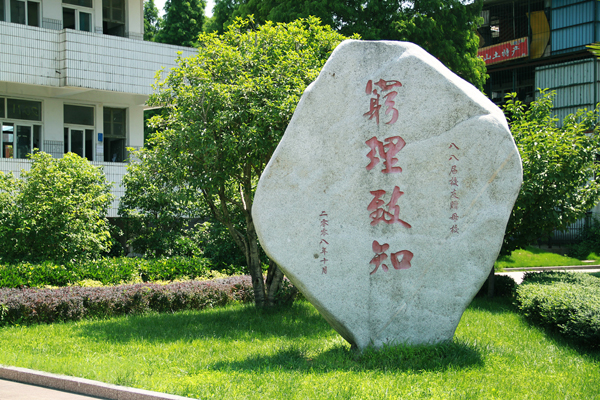
“穷理致知”石[註 13]
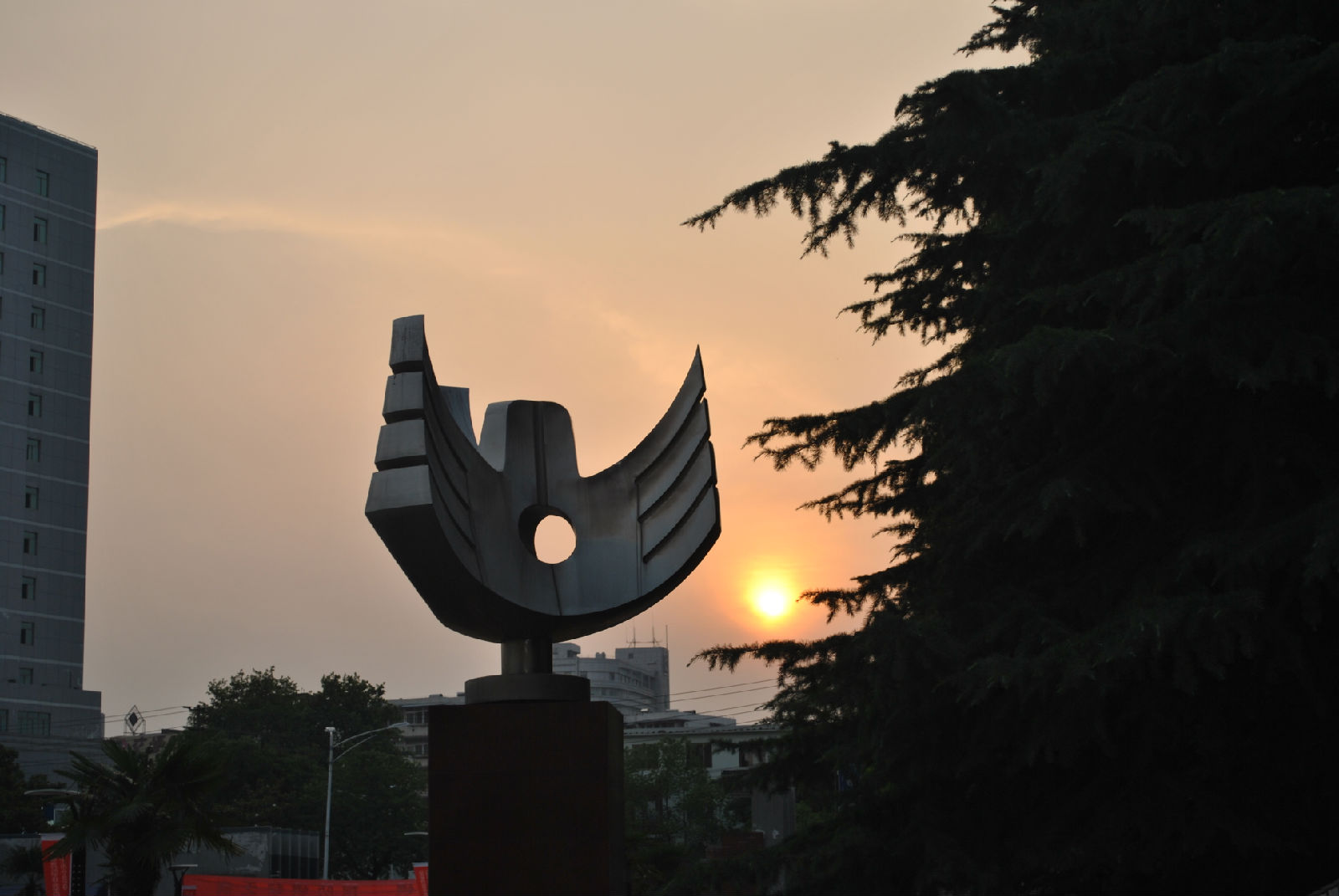
雕塑“放飞理想”
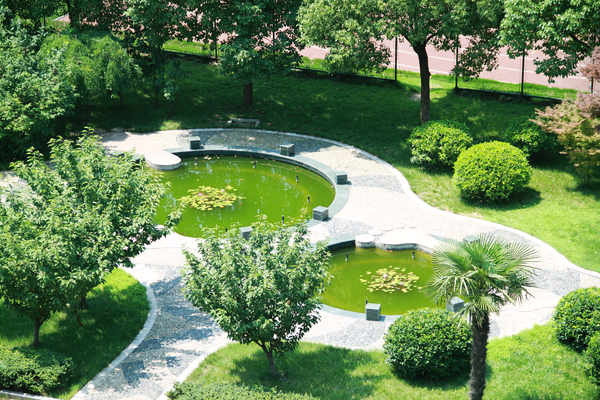
水池/喷泉
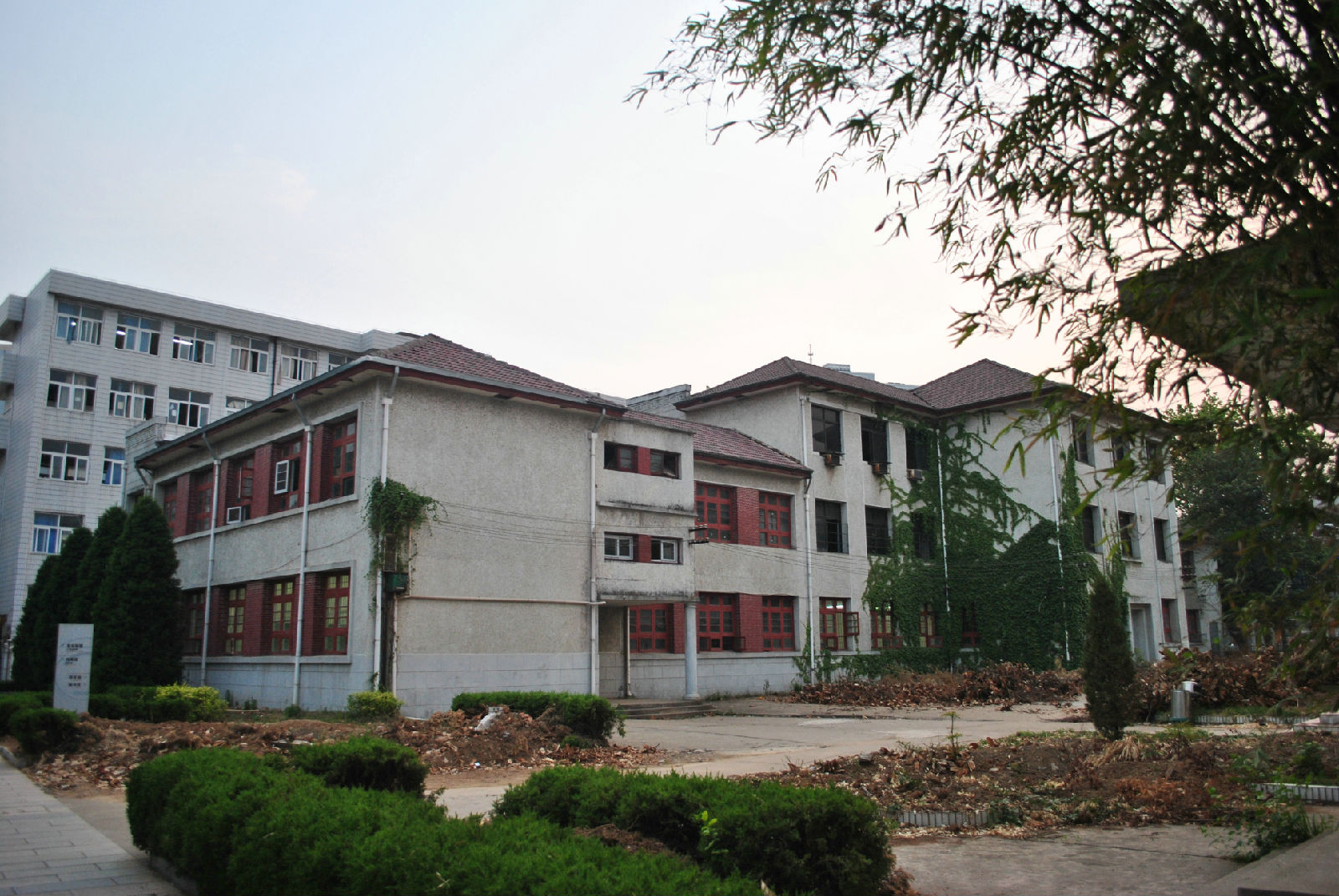
旧科学与艺术楼[註 14]
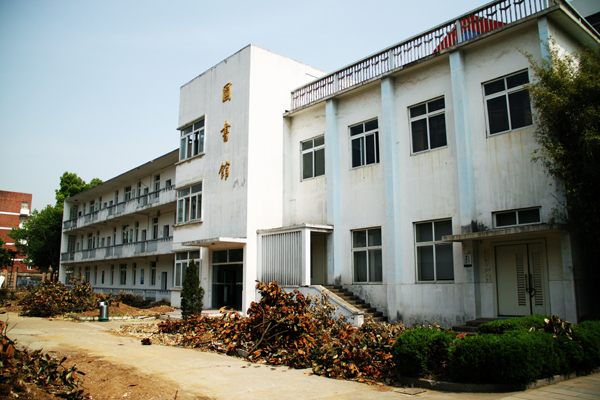
旧图书馆[註 15]
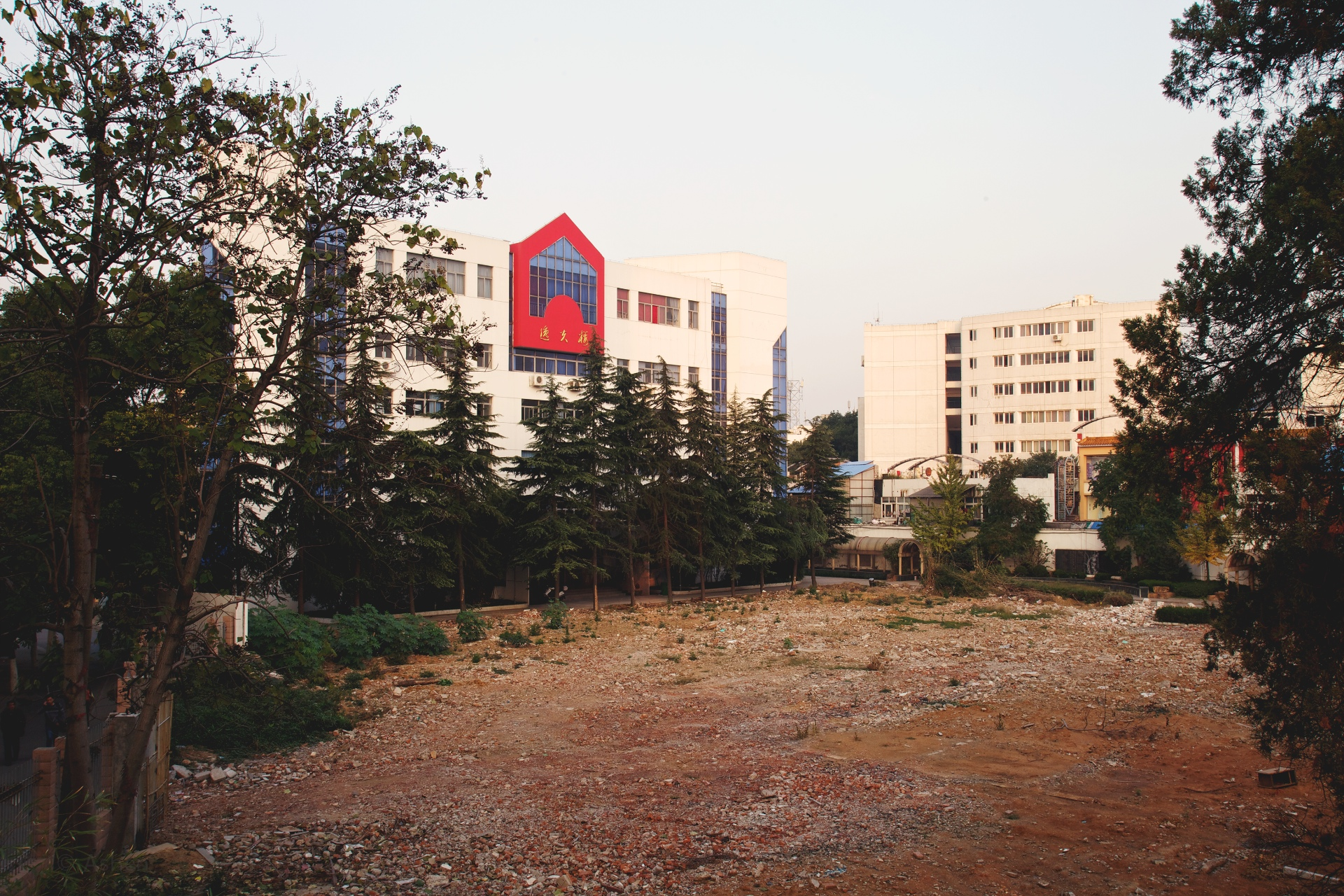
逸夫楼
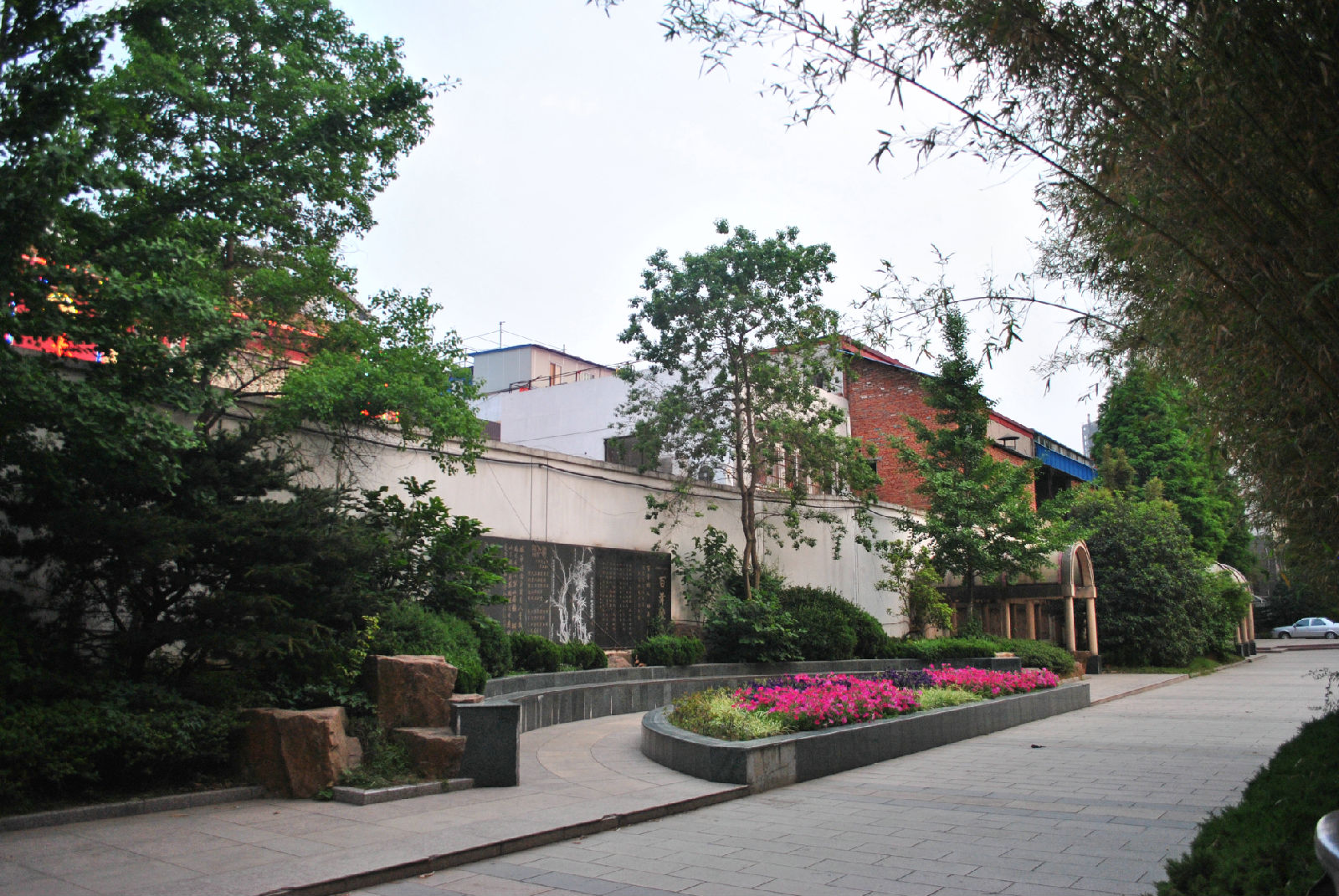
百年校庆纪念校史长廊
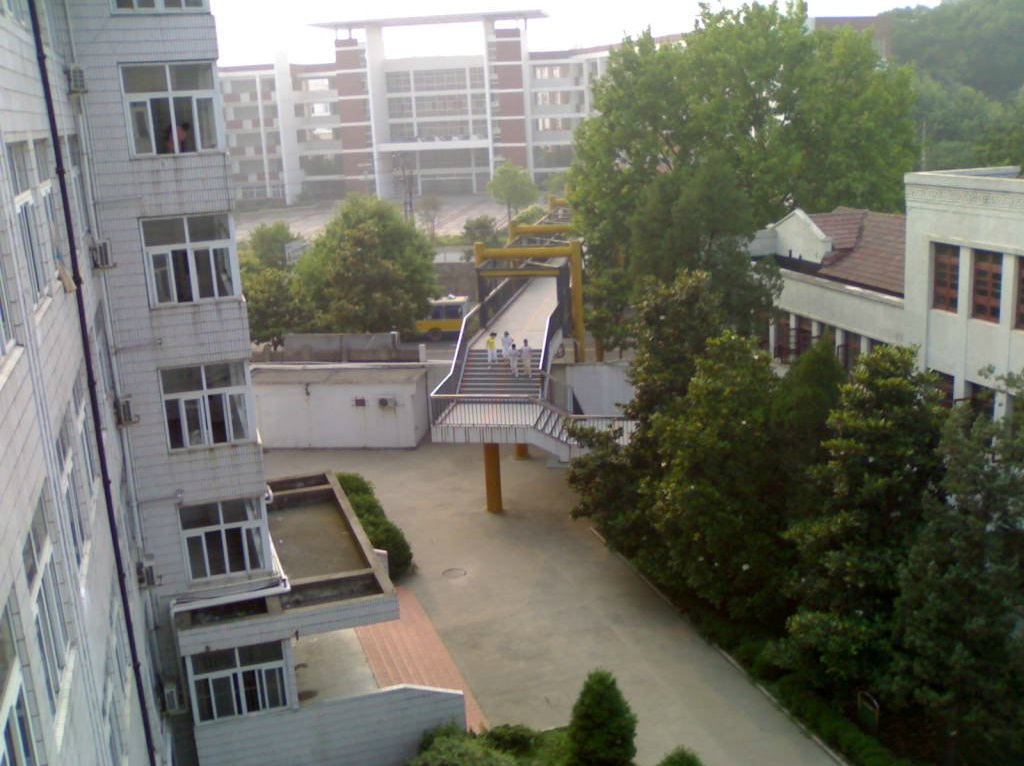
状元桥

## 安徽省理科实验班/安师大附中科技特长班
2001年，根据安徽省教育厅《关于确定安徽省理科实验班承办学校的通知》（教基[2001]29号），安师大附中与合肥一中、马鞍山二中、安庆一中、芜湖一中、蚌埠二中承办安徽省理科实验班，面向全省招收具有理科特长的学生。每校1个班，每班不超过40人，总规模不突破240人，曾一度吸引数万学生报考。被录取的学生多具有理科方面特长，加之学校的师资配置倾斜，省理科实验班的学生在全国乃至世界的各项比赛中获得了众多荣誉，毕业生中有多人被普林斯顿大学、康奈尔大学、南洋理工大学等国际顶尖高校录取。从2007年起，出于对教育公平的考虑，面向全省招生的理科实验班停止招生。随后安师大附中开始组建与之类似的科技特长班，且招生人数增加到了100~120人（2个班）并且以自主招生的形式面向省招生。自2013年起，根据安徽省教育厅《进一步改革和完善初中学业考试和普通高中招生的意见》，所有未经审批的普通高中中招跨市招生项目皆不得开展，安师大附中科技特长班面向全省的招生亦受到诸多限制。

## 安师大附中国际班
自2010年起，安师大附中与美国 Valley International Academy 合作，开设了融合中华人民共和国高中课程和美国高中课程的国际班。除完成中华人民共和国国内高中课程学习外，还将增设 AP/SAT/TOEFL/IELTS 有关的选修课程的学习。学校承诺为国际班配备一流的师资（包括优秀外籍教师）并协助申请国（境）外高等院校。在各项涉外学生交流活动(包括AFS项目）中，国际班学生享有优先权。然而由于其高收费（19000 元/学年，2013年），许多学生及家长认为这是以国际班的名义，为那些中考分数没有达到安师大附中录取要求但有很好的经济条件的学生开办的班，以此收取高额学费

## 学科竞赛情况
对于各大学科竞赛省级赛区比赛，安师大附中每年每科均有数十位选手夺得安徽省一等奖及其他奖项。以下仅列出近几年来安师大附中选手在省级以上学科竞赛中所获奖项。

### 数学
- 贺子航、左嘉琦同学在2013年全国数学奥林匹克竞赛（决赛）中分获银、铜牌。[16]
- 考图南、吴作凡同学在2016年全国数学奥林匹克竞赛（决赛）中获金牌，李世欣同学获银牌，钱伟康、承君阳同学获铜牌。[17]

### 物理学
- 2007年第24届全国中学生物理竞赛决赛中,赵笑然获得全国一等奖，被北京大学确定为该校保送生[18]。
- 2010年宋阳在全国中学生物理竞赛复赛中获得安徽省一等奖，并安徽省第一进入安徽省省队，在决赛中获得全国二等奖。[19]
- 2013年周新宇、莫宇尘在全国中学生物理竞赛决赛中分别获得全国一、二等奖。[20]。
- 2014年全国中学生物理竞赛决赛中,吴宇涵获得全国一等奖，被清华大学确定为该校保送生[21]。
- 2016年余圣杰、王选良在全国中学生物理竞赛决赛中分别获得全国一、二等奖。[22]

### 化学
- 2008年储鹏翔在全国中高学生化学竞赛（安徽赛区）中获得省一等奖，进入安徽省省队，并在第22届全国高中学生化学竞赛（决赛）暨冬令营中获得国家一等奖，全国第二名[23]。
- 2010年周翃羽在全国高中学生化学竞赛（安徽赛区）中获得省一等奖，进入安徽省省队，并在全国高中学生化学竞赛（决赛）暨冬令营中获得国家二等奖。
- 2011年姜雨生在全国高中学生化学竞赛（安徽赛区）中获得省一等奖，进入安徽省省队，并在全国高中学生化学竞赛（决赛）暨冬令营中获得金牌，保送北京大学。[24]
- 2014年陈思涵、钱子瀚在全国高中学生化学竞赛（安徽赛区）中获得省一等奖，进入安徽省省队，并在全国高中学生化学竞赛（决赛）暨冬令营中分别获得银牌和铜牌。[25]
- 2016年宗德辉在全国高中学生化学竞赛（安徽赛区）中获得省一等奖，进入安徽省省队，并在全国高中学生化学竞赛（决赛）暨冬令营中获得银牌。[26]

### 生物学
- 2010年季智键在全国中学生生物学联赛中获得省一等奖，并以安徽省第一的成绩进入安徽省省队，在全国中学生生物学竞赛中获得全国二等奖。[27]。
- 2012年方殊涵在全国中学生生物学联赛中获得省一等奖，并以安徽省第一的成绩进入安徽省省队，在全国中学生生物学竞赛中获得全国一等奖，进入国家集训队，被北京大学预录取。
- 2014年金戈在全国中学生生物学联赛中获得省一等奖，并以安徽省第三的成绩进入安徽省省队，在全国中学生生物学竞赛中获得全国一等奖，进入国家集训队，被清华大学预录取。[28]。

### 信息学
在安徽省内，安师大附中的信息学竞赛水平占有绝对优势。每年的全国青少年信息学奥林匹克联赛获奖选手中安师大附中选手所占比例非常之高。
- 2007年杨弋获得国际信息学奥林匹克金牌（世界第2名）[30]。
- 2011年杨洋获得国际信息学奥林匹克竞赛中国队选拔赛(CTSC)金牌（全国第5名），亚洲与太平洋地区信息学奥林匹克竞赛(APIO)银牌[31]，全国青少年信息学奥林匹克竞赛(NOI)银牌[32]。
- 2011年窦芃获得CTSC银牌，APIO金牌[31]，全国青少年信息学奥林匹克竞赛(NOI)银牌（第一名），进入国家集训队[32]。
- 2011年王少雄获得APIO铜牌[31]，NOI金牌，进入国家集训队[32]。
- 2011年陶良德获得NOI铜牌[32]。
- 2013年钟原获得NOI金牌，进入国家集训队，保送北京大学[33]。
- 2013年贺子航获得NOI金牌，进入国家集训队，保送清华大学[33]。
- 2013年王易檀获得NOI铜牌，取得北京大学录取优惠资格[33]。
- 2013年寇明阳获得NOI铜牌[33]。
- 2013年凌展获得NOI银牌[33]。
- 2015年吴作凡、倪星宇、罗哲正获得NOI金牌[34]。
- 2016年罗哲正、吴作凡、汪乐平、承君阳、刘云蛰获得NOI金牌[35]。
- 2016年吴作凡获得国际信息学奥林匹克金牌（世界第2名）[36]。

### 语言学
安师大附中于2013年首次参加全国语言学奥林匹克竞赛(NOL)/国际语言学奥林匹克(IOL)，是安徽省最早参加该竞赛的高级中学。
- 2013年NOL中，安师大附中四名选手全部获奖
  - 张钰仁、刘闽晟获得国家一等奖，梁杨获得国家三等奖，钱子瀚获得国家二等奖，刘闽晟进入中国国家队[37]。
- 2013年IOL中，刘闽晟获得了荣誉奖[38]。
- 2014年NOL中，安师大附中陈思涵同学获得国家一等奖及最佳解题奖，刘闽晟同学晋升铜牌语言学大使。[39]。

## 著名校友
- 阿英,中国近代左翼作家
- 侯学煜，中国科学院院士
- 宁津生，中国工程院院士，大地测量学泰斗
- 吴绍青，著名肺病学家，中国现代防痨事业奠基人之一
- 丁学东，国务院常务副秘书长
- 张侃，心理学家，国际心理学联合会副主席